# هون هی
هون هی (به لاتین: Hoon Hay) یک منطقهٔ مسکونی در نیوزیلند است که در کنتربری، نیوزیلند واقع شده‌است. هون هی ۴٬۸۲۶ نفر جمعیت دارد.